# Айгуль (имя)
Айгуль, также Айгюль (англ. Aigul) — двукоренное женское имя тюркско-персидского  происхождения. Оно состоит из корней «ай» и «гюль», что в переводе означает «лунная роза». Либо переводится как «лунный цветок».
На Северном Кавказе имя распространено среди кумыков, лезгин, ногайцев.
Распространённое имя у казахов. 